# Wayzata
Wayzata est une ville du comté de Hennepin au Minnesota, aux États-Unis.